# Życiorys (film)
Życiorys – dokumentalny film inscenizowany produkcji polskiej z 1975 roku, w reżyserii Krzysztofa Kieślowskiego. Autorami zdjęć byli Jacek Petrycki i Mateusz Rusinek.

## Opis fabuły
Dyskusja członków Wojewódzkiej Komisji Kontroli Partyjnej nad karą dla jednego z członków.